# Герб Стрийського району
Герб Стри́йського райо́ну — офіційний символ Стрийського району Львівської області, затверджений районною радою 7 квітня 2008.
Автор — А. Ґречило.

## Опис
Герб Стрийського району виконаний у формі щита, у золотому полі якого синій перев’яз зліва, вгорі — синя чаша з фонтанами води, внизу — синя чаша з полум’ям.
Великий герб виконаний у формі щита з гербом району, який підтримують з одного боку св. Яків у срібній одежі з золотою книгою в руці, а з іншого — золотий лев з червоним язиком. Щит увінчано золотою короною, зубці корони створені у формі листків дерев. Під щитом — синя стрічка з золотим написом "Стрийський район". 

## Значення символіки
Золоте поле є символом добробуту і щедрості, а також уособлює сільськогосподарський профіль району. 
Синя смуга (геральдичний перев’яз) означає річку Стрий, що перетинає територію району. 
Стилізовані чаші з синім полум’ям і з фонтанами води відображають багатство Стрийщини — природні ресурси (газ, мінеральні води).
Золота корона, якою увінчано щит, вказує на приналежність герба саме району, зубці у формі листків дерев показують переважаючу рослинність.
Щитотримачі: Святий Яків — історичний покровитель міста Стрий (тепер також і Стрийської єпархії УГКЦ), а лев засвідчує приналежність Стрийщини до Львівської області.